# 赤山龍湖巖
23°13′00″N 120°21′40″E / 23.216734°N 120.361010°E
赤山龍湖巖位於今臺灣台南市六甲區，是台灣地區的歷史佛道教名剎，赤山龍湖巖是觀世音菩薩台灣最早的開基道場，近鄰烏山頭水庫，背山面水。每年的香期為農曆二月十九日（觀音菩薩聖誕）、六月十九日（觀音菩薩成道日）、九月十九日（觀音菩薩出家日），每逢香期的五、六天前，前來朝聖的進香團就絡繹不絕，鑼鼓鞭炮響徹雲霄，非常熱鬧，是宗教界的一大盛事，但高潮還是在十七、十八和香期間的假日。而在二月十九日的前後，六甲區、官田區（赤山堡）的二十幾個庄頭，也同時舉行輪流宴客，為期近一個月，以慶佛誕。赤山龍湖巖歷經多次修建，目前所見的建築外觀是在1972年所修整，每年的大年初一至初九，都會舉行萬佛法會，俗稱拜萬佛，由於龍湖巖寶剎被視為佛教正統，因此每年參加拜佛香客絡繹不絕。

## 歷史
赤山龍湖巖是三百多年歷史名剎，相傳康熙初年，南部發生大水災，在今天台南永康洲仔尾附近（即現安平港支流），被人發現浮現一塊青砥石，狀似觀音菩薩，相傳是由南海普陀山漂流到此，但這塊奇石卻重得無法搬移，適逢住在現六甲區（赤山堡）的村民胡劍刀運糖經過，得知此事，於是前往參拜，並禱告希望能請菩薩到赤山堡奉香，果然輕輕請上牛車，當時覺得輕如鴻毛，回到赤山村時，佛像如釘牢般不動如山，問卜後得知佛意留在赤山巖，於是迎入奉祀。本寺相傳為明鄭參軍陳永華所建，為洪門天地會的發源地。
赤山龍湖巖為明鄭參軍陳永華於明永曆十九年（西元1665年）所建，是三百多年歷史名剎，台灣最早的佛門寶剎之一，更是觀世音菩薩在台灣最早的開基道場。龍湖巖前中央凸出一塊平地，三面環水，猶如一座小型陸島，每當夕陽斜照，或玉兔東昇，薰風輕拂，湖水如鏡，形成各種不同優美景象。
陳永華曾先後輔佐鄭成功及鄭經父子，台南早期許多具創見的規章制度皆出自其手，被譽為當時的諸葛孔明。赤山龍湖巖也是明鄭參軍陳永華創立「天地會」的地點，反清復明「洪門」的起源地。
陳近南，號仙鶴或鶴仙，人稱白鶴道人，為清代秘密組織天地會「洪門」的開山祖師，一般說法即是明鄭王朝東寧總制（臺灣最高行政首長）陳永華的化名。而「陳近南」即是天地會首腦的代名詞，為了避免身份曝光，陳永華在中國大陸各地的許多聯絡人，皆用「陳近南」之名發布命令。
金庸小說《鹿鼎記》男主角韋小寶的師父陳近南就是「陳永華」的化名。當時江湖上流傳一句諺語︰生平不識陳近南，就稱英雄也枉然。可見當時陳永華在江湖上的地位是多麼的崇高。
1955年赤山巖的頌協和尚主持新建大悲殿（準提殿）及兩側寮房，1963年新建山門、重建中殿。準提殿採用中西合璧的建築風格，立面有西洋歷史式樣的假山牆，剪黏由石蓮池施作。

## 赤山龍湖巖清水祖師
相傳赤山堡觀音佛祖未到赤山巖時，當時此地就有一草茅供奉清水祖師，名為赤山廟，廟後來無人照料而頹圮，清水祖師金身沒入赤山地下，直到觀音佛祖欲在此建廟時才得以重見天日。
而在當時挖出清水老祖師聖像的是一位七甲村人，所以每逢七甲龍湖代天府慶典之時，赤山巖必須無條件讓七甲龍湖代天府迎回清水老祖師金尊參與祭典接受村人膜拜。
另一版本是清水老祖師原本是供奉在七甲村內，因為祖師太靈感引起一些人剴切竊取老祖師聖像，偷偷把老祖師金尊埋在赤山巖現址，等待風聲過後再挖出佔為己有，那些人後來要去挖出老祖師聖像竟然消失無蹤。
直到觀音佛祖建廟挖地基之時才被挖出重見天日，而赤山堡的信徒都虔信赤山地理靈氣是老祖師先得到，所以赤山堡尊老祖師為赤山巖開基佛，凡赤山堡內大小公事要上奏天庭或落文東嶽文疏，領銜為首必為赤山堡清水祖師再來才是赤山巖觀音佛祖，而赤山巖所在的龍湖村（舊名：赤山村）村民因赤山的赤字為赤貧之意，所以改名為「龍湖村」，古時候七甲、赤山是同一個村落，所以境主是七甲龍湖代天府五府千歲爺。
赤山堡共轄22個庄頭
今六甲區境內：七甲村、六甲村、二甲村、水林村、中社村、港仔頭村、龜仔港村、林鳳營村、菁埔村、王爺宮村、水流東村、九重橋村、大坵園村。
今官田區境內：官佃村、中脇村、烏山頭村、角秀村、二鎮村、拔仔林村、笨潭村、三結義村、番仔田村。